# Hyperbatus subtilis
Hyperbatus subtilis là một loài tò vò trong họ Ichneumonidae.